# Arginae
Sous-famille
Les Arginae sont une sous-famille d'insectes hyménoptères symphytes (ou mouches à scie) de la famille des Argidae.

## Liste des genres
Selon BioLib (13 janvier 2019) :
- Alloscenia Enderlein, 1919
- Arge Schrank, 1802
- Kokujewia Konow, 1902